# Diözesankurie
Die Diözesankurie (von lateinisch curia ‚Rat, [Gerichts-]Hof‘) sind die Leitungs- und Verwaltungsorgane einer Diözese oder anderer Partikularkirchen. Dazu zählen nach 469  CIC Einrichtungen und Personen, die dem Ortsordinarius bei der Leitung der Teilkirche helfen, insbesondere in den Bereichen Pastoral, Verwaltung und kirchliche Gerichtsbarkeit. Auch manche Ordensinstitute nennen die Leitung ihres Ordens Kurie, beispielsweise die Curia Generalizia der Dominikaner oder die Curia generalis der Jesuiten.
Eine besondere Bedeutung hat die Römische Kurie, die als kuriale Behörde des Heiligen Stuhls für die Verwaltung der Gesamtkirche zuständig ist.
Einrichtungen der Kurie sind insbesondere das Ordinariat (auch: Generalvikariat) für die Verwaltung und das Offizialat für die Rechtsprechung. Mitglieder der Kurie sind in der Regel neben dem Bischof der Generalvikar, die Bischofsvikare, Weihbischöfe, der Offizial und andere leitende Mitarbeiter der Diözese.
Beratungsorgane sind der Priesterrat und der Katholikenrat.
Die Ämter der Diözesankurie werden vom Diözesanbischof besetzt (470  CIC).
Der Moderator der Kurie (lat. Moderator curiae) hat die Aufgabe, unter der Autorität des Bischofs die Arbeit der Kurie und insbesondere die Durchführung der Verwaltungsgeschäfte zu koordinieren, in der Regel wird mit dieser Aufgabe der Generalvikar beauftragt (473  CIC).